# Newtype
Newtype (ニュータイプ, Nyūtaipu), sous-titré The moving pictures magazine est un magazine japonais à publication mensuelle qui traite principalement de l'actualité des mangas et anime, et plus récemment de tokusatsu (science fiction) et de jeux vidéo. Lancé par la maison d'édition Kadokawa Shoten le 8 mars 1985, il est depuis publié tous les 10 de chaque mois au Japon.
Depuis novembre 2002, une version américaine du mensuel existe également, nommé Newtype USA, ainsi qu'une version coréenne. En février 2008, Newtype-USA, l'édition anglophone du magazine, a publié son dernier numéro.
Il existe Newtype the Live sur Tokusatsu, Newtype Romance et Newtype 100% Comics.

## Contenu
En plus de l'actualité, Newtype contient également des prépublications de mangas, dont un chapitre est publié chaque mois. Sont également publiées de courtes histoires, dont le sujet est souvent dérivé de séries à succès, comme ce fut le cas autour de l'inévitable Mobile Suit Gundam.
Le magazine contient également les horaires de diffusion d'anime et de tokusatsu, accompagnés d'un résumé, ainsi que des notes laissées par les internautes sur le programme durant le mois précédent. Une section du magazine est consacrée à la publication d'illustrations originales des auteurs des séries et mangas en vogue, ainsi que des conseils pour dessiner façon manga avec son ordinateur.